# Saidat Adegoke
Saidat Adegoke (24 settembre 1985) è una calciatrice nigeriana, attaccante del Lugano.